# Dominic A. Antonelli
Dominic A. Antonelli, född 3 augusti 1967 i Detroit, Michigan, är en amerikansk astronaut uttagen i astronautgrupp 18 den 27 juli 2000.

## Rymdfärder
- Discovery - STS-119
- Atlantis - STS-132